# Just Earrings
Just Earrings je debutové album nizozemské rockové skupiny The Golden Earrings, vydané v roce 1965 společností Polydor Records. Skupina se později přejmenovala na Golden Earring. Produkoval jej manažer kapely Fred Haayen, stejně jako několik následujících alb. Nahráno bylo ve studiu Phonogram v Hilversumu.

## Seznam skladeb
| Strana 1 | Strana 1                  | Strana 1                         | Strana 1 |
| Pořadí   | Název                     | Autor                            | Délka    |
| -------- | ------------------------- | -------------------------------- | -------- |
| 1.       | Nobody But You            | Rinus Gerritsen, George Kooymans | 2:18     |
| 2.       | I Hate Saying These Words | Gerritsen, Kooymans              | 2:17     |
| 3.       | She May Be                | Kooymans                         | 1:47     |
| 4.       | Holy Witness              | Kooymans                         | 2:47     |
| 5.       | No Need to Worry          | Gerritsen                        | 2:04     |
| 6.       | Please Go                 | Gerritsen, Kooymans              | 2:56     |

| Strana 2 | Strana 2          | Strana 2            | Strana 2 |
| Pořadí   | Název             | Autor               | Délka    |
| -------- | ----------------- | ------------------- | -------- |
| 7.       | Sticks and Stones | Titus Turner        | 1:41     |
| 8.       | I Am a Fool       | Gerritsen           | 2:06     |
| 9.       | Don't Stay Away   | Gerritsen, Kooymans | 2:10     |
| 10.      | Lonely Everyday   | Gerritsen, Kooymans | 1:42     |
| 11.      | When People Talk  | Gerritsen, Kooymans | 2:47     |
| 12.      | Now I Have        | Kooymans            | 1:38     |

| Bonusy na reedici (CD, 2002) | Bonusy na reedici (CD, 2002) | Bonusy na reedici (CD, 2002)        | Bonusy na reedici (CD, 2002) |
| Pořadí                       | Název                        | Autor                               | Délka                        |
| ---------------------------- | ---------------------------- | ----------------------------------- | ---------------------------- |
| 13.                          | Chunk of Steel               | Kooymans, Gerritsen, Peter de Ronde | 2:25                         |
| 14.                          | The Words I Need             | Gerritsen, Kooymans                 | 2:14                         |
| 15.                          | Waiting for You              | Gerritsen, Kooymans                 | 2:25                         |
| 16.                          | What You Gonna Tell          | Gerritsen, Kooymans                 | 1:47                         |
| 17.                          | Wings                        | Gerritsen, Kooymans                 | 2:12                         |
| 18.                          | Smoking Cigarettes           | Kooymans                            | 2:19                         |

## Sestava
- George Kooymans – kytara, zpěv
- Jaap Eggermont – bicí
- Rinus Gerritsen – baskytara, klávesy
- Frans Krassenburg – zpěv
- Peter de Ronde – rytmická kytara
- Fred Haayen – producent